# Ли Сонхи
Ли Сонхи (кор. 리성희; род. 3 декабря 1978) — северокорейская тяжелоатлетка, двукратный серебряный призёр Олимпийских игр, чемпионка мира 2002 года.

## Карьера
Первый крупным международным соревнованием для Ли Сонхи стал Чемпионат мира 1997 года в Чиангмай, где она завоевала серебряную медаль в весовой категории до 54 килограмм. На следующий год она приняла участие в Азиатских играх в Бангкоке и также заняла второе место.
На Чемпионате мира 1999 года северокореянка в весовой категории до 58 килограмм получила серебряную семаль.
Она дебютировала на Олимпийских играх в 2000 году в Сиднее. В точке спортсменка подняла 122,5 кг, а в рывке — 97,5. В общей сумме Ли подняла 220 кг и завоевала серебряную медаль.
2002 год стал самым успешным в карьере Ли Сонхи: она одержала победу на Чемпионате мира в Варшаве, а также победила на Азиатских играх в Пусане. Эти две виктории были добыты в весовой категории до 53 килограмм.
На Чемпионате мира 2003 года а Афинах в третий раз в своей карьере кореянка стала вице-чемпионкой, проиграв только спортсменке из Таиланда Удомпорн Полсак.
На Олимпийских играх 2004 года в очередной раз в своей карьере стала второй — в соревнованиях она подняла в общей сложности 232,5 кг и уступила лишь катаянке Чэнь Яньцин в категории до 58 килограмм.